# ماریا سستیچ
ماریا سستیچ (به انگلیسی: Marija Šestić) (زاده ۵ می ۱۹۸۷) خواننده اهل بوسنی و هرزگوین است.
او در مسابقه آواز یوروویژن ۲۰۰۷ نماینده بوسنی و هرزگوین بود.